# تأخير البث

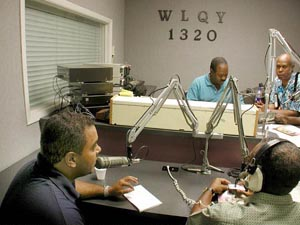
تستخدم العديد من البرامج الحوارية الإذاعية الأمريكية تأخير البث لتجنب عقوبات لجنة الاتصالات الفيدرالية

في الإذاعة والتلفزيون، يعد تأخير البث بمثابة تأخير متعمد عند بث مادة حية، يشار إليه تقنيًا على أنه بث مباشر مؤجل. قد يكون هذا التأخير لمنع الأخطاء أو المحتوى غير المقبول من البث. يمكن أيضًا تقديم تأخيرات أطول تستمر لعدة ساعات بحيث يتم بث المادة في وقت لاحق مجدول (مثل ساعات الذروة) لزيادة نسبة المشاهدة إلى أقصى حد. يمكن أيضًا تعديل تأخيرات الشريط التي تدوم عدة ساعات لإزالة مواد الحشو أو لقطع البث إلى وقت التشغيل المطلوب للشبكة في فتحة البث، ولكن هذا ليس هو الحال دائمًا.

## الاستخدام
في بعض الرياضات الاحترافية، مثل الشطرنج، يمكن استخدام تأخير البث لمنع الغش أو المخالفات الأخرى.

## وصلات خارجية
- CNN.com: CBS to use 'enhanced' tape-delay for Grammys
- CNN.com: ABC to impose delay on Oscar telecast